# 中國人民解放軍海軍成立60周年海上閱兵
中國人民解放軍海軍成立60周年海上閱兵是中華人民共和國為慶祝中國人民解放軍海軍成立60週年於山東省青島市浮山湾舉行的一次海上閱兵活动。在2009年4月23日進行。中共中央總書記、國家主席、中央軍委主席胡錦濤在中國人民解放軍海軍司令員吳勝利海軍上將陪同下，登上閱兵艦051C型驅逐艦116「石家莊號」開始檢閱部隊。海上檢閱式分兩階段，第一階段是海上分列式，檢閱解放軍海軍的25艘艦艇和31架飛機；第二階段為海上閱兵式，以作戰艦艇、登陸艦艇、輔助船、訓練艦的先後順序，檢閱來自俄羅斯、美國、印度、大韓民國、巴基斯坦、新西蘭、新加坡、泰國、法國、孟加拉國、澳大利亞、巴西、加拿大、墨西哥等14個國家的21艘艦艇。

## 主題與宣示
中華人民共和國官方媒體宣稱，本次海上閱兵以「和諧海洋」為主題，旨在加強國際海上安全合作，共創和諧海洋環境。胡錦濤在23日上午會見29國海軍代表團團長時表示，「中國將堅定不移地走和平發展道路，不論現在還是將來，不論發展到什麼程度，中國都永遠不稱霸，不搞軍事擴張和軍備競賽，不會對任何國家構成軍事威脅。」

## 不友好事件
大韩民国海军“独岛”号运输登陆舰曾擅自驶到纵阵前方。

## 自製戰略核潛艦首次公開展示
原先外界猜測較先進的晉級094型核潛艦會出場接受校閱，但此次海上閱兵由長征6號夏級092型戰略核潛艦和長征3號漢級091型核潛艦領軍。這仍然是中華人民共和國自製核潛艇首次公開亮相，成為此次大閱兵中最受注目的焦點。長征6號配備12枚射程達到7,200公里（4,500英里）至8,000公里（5,000英里）的巨浪-2潛射彈道飛彈。長征3號亦是091型核潛艇中經過減低噪音改進後的第一艘可進行遠程長期靜音潛航的核潛艇，曾創下多項紀錄，有「水下先鋒艇」之稱號。

## 國際媒體報導
美國之音报道五角大廈並不擔心中國的軍力發展。此次參加海上閱兵美國「菲茨傑拉德」號驅逐艦的艦長表示：「我們希望中國透明化，意圖與能力的透明化。我們要確保合作的關係，在轉變中大家都能安全與有效率。」中国海军司令吳勝利與美國海軍作战部长加里·拉夫黑德於4月18日在北京見面並一同在次日飛抵青島。

## 海上分列式
以下艦隊通過閱兵艦051C型驅逐艦116「石家莊號」与媒体记者所搭乘的「鄭和」號訓練艦

### 潛艇
- 092型核潛艇長征6號 北海舰队
- 091型核潛艇長征3號「水下先锋艇」北海舰队
- 039型潜艇长城218号 北海舰队
- 035型潜艇长城177号 北海舰队

### 驱逐舰
- 051C型 115 “沈阳”号 隶属北海舰队
- 052C型 170 “兰州”号 隶属南海舰队
- 052B型 168 “广州”号 隶属南海舰队
- 052型 112 “哈尔滨”号 隶属北海舰队
- 051型 110 “大连”号(现已退役) 隶属北海舰队

### 护卫舰
- 054A型529“舟山”號 隶属东海舰队
- 054A型530“徐州”号 隶属东海舰队
- 054型526“温州”号 隶属东海舰队
- 053H3型527“洛阳”号 隶属东海舰队
- 053H3型528“绵阳”号 隶属东海舰队
- 053H2型536“芜湖”号 隶属北海舰队
- 053H2型537“沧州”号 隶属北海舰队

### 登陸艦
- 998「崑崙山」號071船坞登陆舰 南海舰队－ 搭載著260名海軍陸戰隊員和兩架直-8運輸直升機

### 导弹快艇
- 8艘涂着海洋迷彩的022型飛彈艇

### 飛機
中國人民解放軍海軍航空兵受阅飞机分为9个空中梯队共31架。
- 海军航空兵运-8海上警戒机
- 海军航空兵运-8电子侦察机
- 10架殲轟-7殲擊轟炸機分别组成两个編隊，其中一个编队4架僚機共發射出72枚紅外干擾彈。
- 8架歼-8战机分别组成两个编队
- 两个直-9反潜直升机编队
- 一个直-8救护直升机编队，3架救護直升機拉出紅黃藍三色煙霧[6]。

## 海上閱兵式
以下艦艇按先後順序噸位大小以中國海軍北海舰队108「西寧」號051型導彈驅逐艦為基準錨泊成一列，各國海軍官兵在各自艦艇左舷列隊，军官敬礼，士兵行注目礼，接受檢閱。

### 作戰艦艇
- 俄罗斯海军光榮級“瓦良格”号导弹巡洋舰
- 美国海军阿利·伯克級“菲茨杰拉德”号驅逐艦
- 印度海军德里级“孟买”号导弹驱逐舰
- 印度海军拉吉普特级“兰维尔”号导弹驱逐舰
- 韩国海军忠武公李舜臣級“姜邯赞”号导弹驱逐舰
- 巴基斯坦海军塔里克级“巴达尔”号导弹护卫舰
- 新西兰海军安扎克级“特马纳”号导弹护卫舰
- 新加坡海军可畏级“可畏”号导弹护卫舰
- 泰国海军纳莱颂恩级“达信”号导弹护卫舰
- 泰国海军昭披耶级“邦巴功”号导弹护卫舰
- 法国海军花月级“葡月”号导弹护卫舰
- 孟加拉国海军“奥斯曼”号导弹护卫舰（原053H1型湘潭号）
- 澳洲皇家海军阿米代尔级（英语：Armidale-class patrol boat）的“佩里”号巡逻艇

### 登陸艦艇
- 韩国海军“独岛”号运输登陆舰
- 巴西海军“加西亚·德阿维拉”号两栖登陆舰

### 輔助船
- 加拿大海军保护者级（英语：Protecteur-class replenishment oiler）“保护者”号补给舰
- 澳洲皇家海军迪朗斯河级（英语：Durance-class tanker）“成功”号补给舰（23日是这艘军舰服役23周年）
- 巴基斯坦海军的“纳斯尔”号补给舰
- 新西兰海军的“奋进”号补给舰
- 俄罗斯海军“索鲁姆”级辅助船

### 訓練艦
- 墨西哥海軍「夸烏特莫克」號風帆訓練艦，

## 媒體記者
媒體記者搭乘「鄭和」號訓練艦跟隨「石家莊號」採訪。

## 参阅艦艇的檔案照片

### 解放军海军舰艇
- 解放軍海军“石家庄”号驱逐舰（阅兵现场照片）
- 解放軍海军“郑和”号训练舰
- 解放軍海军“沈阳”号驱逐舰
- 解放軍海军“兰州”号驱逐舰（阅兵现场照片）
- 解放軍海军“广州”号驱逐舰
- 解放軍海军“哈尔滨”号驱逐舰
- 解放軍海军“大连”号驱逐舰
- 解放軍海军“舟山”号护卫舰
- 解放軍海军“徐州”号护卫舰
- 解放軍海军“洛阳”号护卫舰
- 解放軍海军“绵阳”号护卫舰
- 解放軍海军“昆仑山”号船坞登陆舰与022型导弹艇（阅兵现场照片）
- 解放軍海军022型导弹艇与后方的“西宁”号驱逐舰（阅兵现场照片）

### 外国海军舰艇
- 俄罗斯海军“瓦良格”号导弹巡洋舰
- 美國海軍「菲茨傑拉德」號驅逐艦
- 印度海軍「孟買」號飛彈驅逐艦
- 印度海軍「蘭維爾」號飛彈驅逐艦
- 韓國海軍「姜邯贊」號飛彈驅逐艦
- 巴基斯坦海军“巴德尔”号导弹护卫舰
- 紐西蘭海軍「特馬納」號飛彈護衛艦
- 新加坡海军“可畏”号导弹护卫舰
- 泰国海军“邦巴功”号导弹护卫舰
- 法國海軍「葡月」號飛彈護衛艦
- 巴基斯坦海军“奥斯曼”号导弹护卫舰
- 韩国海军“独岛”号两栖登陆舰
- 巴西海军“加西亚·德阿维拉”号两栖登陆舰
- 加拿大海軍「保護者」號補給艦
- 澳洲海軍「成功」號補給艦
- 紐西蘭海軍「奮進」號補給艦
- 墨西哥海军“夸乌特莫克”号风帆训练舰

## 參阅飛機的檔案照片
- 解放軍海军运-8海上警戒机
- 解放軍海军运-8电子侦察机
- 解放軍海军殲轟-7殲擊轟炸機

- 解放軍海军殲-8殲擊機
- 解放軍海军直-8直升机
- 解放軍海军直-9直升机